# Grygov
Grygov är en ort i Tjeckien.   Den ligger i regionen Olomouc, i den östra delen av landet, 220 km öster om huvudstaden Prag. Grygov ligger 204 meter över havet och antalet invånare är 1 385.
Terrängen runt Grygov är platt.Runt Grygov är det ganska tätbefolkat, med 120 invånare per kvadratkilometer. Närmaste större samhälle är Olomouc, 7,6 km nordväst om Grygov. Trakten runt Grygov består till största delen av jordbruksmark.